# Гаузен (Ааргау)
Гаузен (нім. Hausen AG) — громада  в Швейцарії в кантоні Ааргау, округ Бругг.

## Географія
Громада розташована на відстані близько 85 км на північний схід від Берна, 15 км на північний схід від Аарау.
Гаузен має площу 3,2 км², з яких на 30% дозволяється будівництво (житлове та будівництво доріг), 22,1% використовуються в сільськогосподарських цілях, 47,6% зайнято лісами, 0,3% не є продуктивними (річки, льодовики або гори).

## Демографія
2019 року в громаді мешкало 3646 осіб (+23,8% порівняно з 2010 роком), іноземців було 24,5%. Густота населення становила 1139 осіб/км².
За віковим діапазоном населення розподілялося таким чином: 19,7% — особи молодші 20 років, 61,5% — особи у віці 20—64 років, 18,8% — особи у віці 65 років та старші. Було 1568 помешкань (у середньому 2,3 особи в помешканні).
Із загальної кількості 1722 працівників 14 було зайнятих в первинному секторі, 159 — в обробній промисловості, 1549 — в галузі послуг.